# Korenwijn

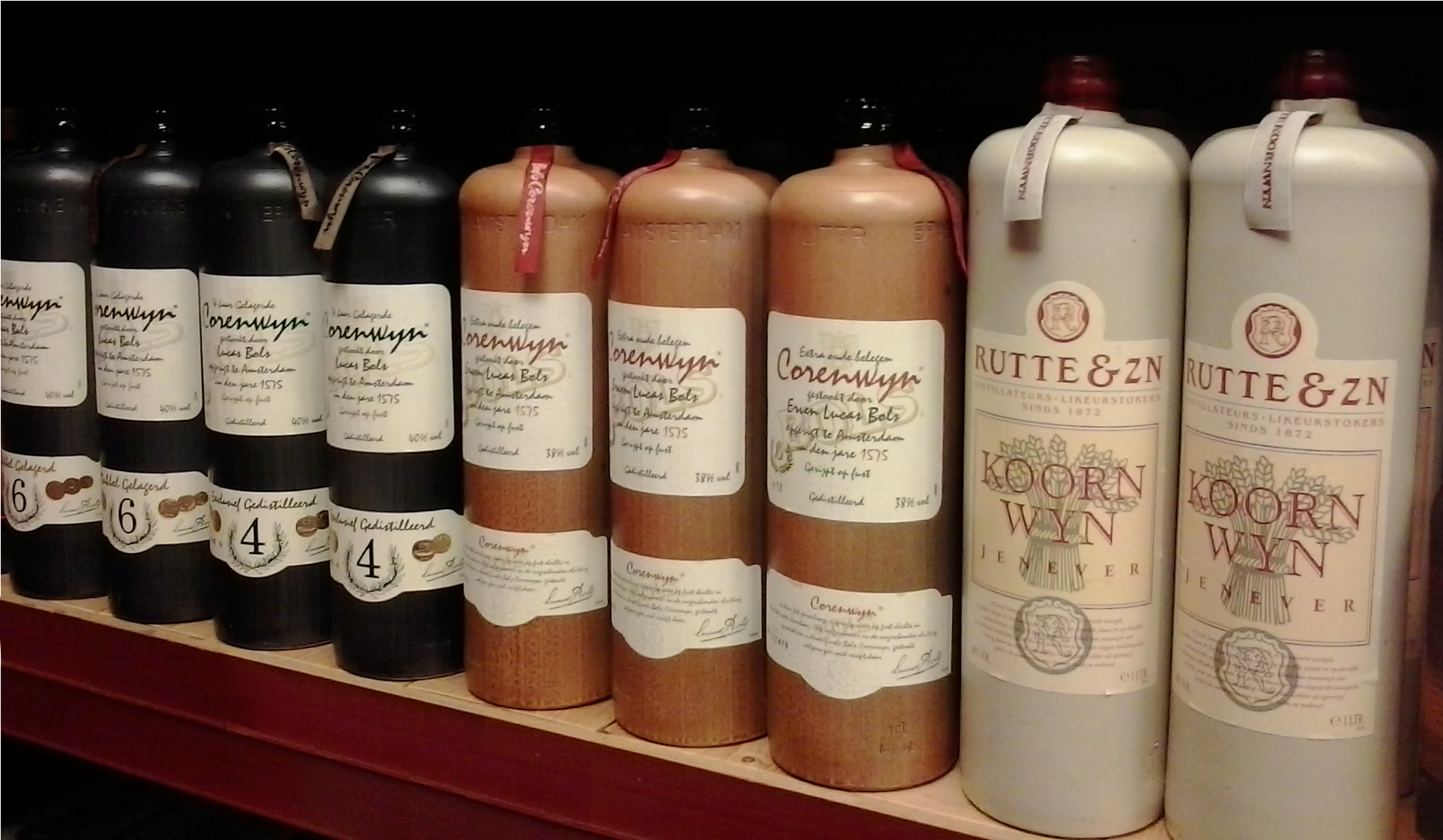
Typische kruikjes korenwijn

Korenwijn is een Nederlandse jeneversoort.
Korenwijn heeft een alcoholpercentage van 38 volumeprocenten en wordt gekenmerkt door een veel hoger percentage moutwijn dan bij oude en jonge jenever het geval is. Korenwijn wordt gestookt uit diverse granen (gerst, rogge en maïs). Vaak wordt de korenwijn ook nog een tijd gerijpt op een eikenhouten fust, om een zachtere, meer uitgesproken smaak te krijgen. Door deze kenmerken hoeft een goede korenwijn niet onder te doen voor een malt whisky.
Korenwijn moet tegenwoordig aan een aantal eisen voldoen:
- bevat minstens 51% moutwijn.
- de eventueel toegevoegde ethylalcohol is voor 100% bereid uit granen
- bevat maximaal 20 gram suiker per liter
- is kleurloos, lichtgeel of lichtbruin van kleur
- bevat minstens 38% alcohol
- is eventueel bijgekleurd met karamel
- bevat uitsluitend natuurlijke smaakstoffen

Corenwijn (gespeld met C) is de merknaam van één fabrikant: Lucas Bols in Amsterdam. Corenwijn wordt verkocht in aardewerken kruikjes van 1 of 0,5 liter, die elk een uniek nummer hebben, waardoor herleidbaar is in welke fust de korenwijn gerijpt is.
De familienaam Korenwinder/Koornwinder is afgeleid van (de fabricage van) deze drank.